# Javier Vega Estívarez
Javier Gonzalo Vega Estívarez (Camiri, Departamento de Santa Cruz, 11 de septiembre de 1968) es un exfutbolista y entrenador boliviano. Actualmente dirige a Mojocoya FC de la Asociación Chuquisaqueña de Fútbol.

## Clubes

### Como jugador
| Club                    | País    | Año         |
| ----------------------- | ------- | ----------- |
| Universitario (USFX)    | Bolivia | 1988 - 1990 |
| Independiente Petrolero | Bolivia | 1992        |
| Independiente Petrolero | Bolivia | 1997 - 2000 |

### Como entrenador
| Club                       | País    | Año               |
| -------------------------- | ------- | ----------------- |
| Universitario (USFX)       | Bolivia | 2005              |
| Academia Deportiva Fancesa | Bolivia | 2009              |
| Universitario (USFX)       | Bolivia | 2012 - 2014       |
| Universitario (USFX)       | Bolivia | 2015 - 2017       |
| Independiente Petrolero    | Bolivia | 2018              |
| Academia Deportiva Fancesa | Bolivia | 2021              |
| Mojocoya FC                | Bolivia | 2022 - Actualidad |

### Como asistente
| Club                    | País    | Año  |
| ----------------------- | ------- | ---- |
| Independiente Petrolero | Bolivia | 2019 |

## Palmarés

### Como entrenador
Títulos regionales
| Título            | Club        | Año  |
| ----------------- | ----------- | ---- |
| Primera"A" (ACHF) | Mojocoya FC | 2022 |

Títulos nacionales
| Título             | Club                 | Año           |
| ------------------ | -------------------- | ------------- |
| Copa Simón Bolívar | Universitario (USFX) | 2005          |
| Primera División   | Universitario (USFX) | Clausura 2014 |